# Epicauta haagi
Epicauta haagi là một loài bọ cánh cứng trong họ Meloidae. Loài này được F. Bates miêu tả khoa học năm 1875.